# عاطفه (شعر)
حالاتی چون اندوه، شادی، اضطراب، امید، ناامیدی، شگفتی و غیره که رخدادها در ذهن شاعر ایجاد می‌کند و او می‌کوشد که این حالت‌ها و تأثیرات ناشی از رویدادها را آنچنان‌که خود احساس کرده‌است به دیگران نیز انتقال دهد، عاطفه شعری نام دارد. اساسی‌ترین عامل پیدایی شعر عاطفه است. در شعر زیر سعدی حالت اندوه و غم خود را از جدایی و فراغ می‌گوید.
| ای ساربان، آهسته رو کارام جانم می‌رود          |  | وان دل که با خود داشتم با دلستانم می‌رود    |
| من مانده ام مهجور از او، بیچاره و رنجور از او |  | گویی که نیشی دور از او، در استخوانم می رود |
| او میرود دامن کشان، من زهر تنهایی چشان        |  | دیگر مپرس از من نشان، کزدل نشانم می رود    |
| سعدی، فغان از دست ما لایق نبود ای بی وفا      |  | طاقت نمی دارم جفا، کار از فغانم می رود     |

 ویا این شعر فروغ فرخزاد:به ایوان میروم و انگشتانم را بر پوست کشیده ی شب میکشم(که با تداعی صحنه ی لمس کردن شب حس تنهایی را به رخ کشیده)..چراغ های رابطه تاریک اند(بطور غیر مستقیم حالت ناامیدی خود را وصف میکند.